# Pilgrimskirken i Maria Saal
Mariakirken i den østrigske by Maria Saal er en sengotisk valfartskirke. Den første kirke på stedet blev bygget i 700-tallet af biskop Modestus, som var kommet til Kärnten for at omvende befolkningen til kristendommen. Maria Saal blev religiøst centrum og biskopsæde frem til 900-tallet. I 1400-tallet blev kirken ombygget til en treskibet gotisk kirke med to store tårne og blev omgivet med et forsvarsanlæg. I 1669 brændte kirken men blev genopbygget.
I kirkens sydlige ydermur blev indmuret talrige gravsten og reliefsten fra romersk tid. Reliefstenene stammer fra den nærliggende romerske ruinby Virunum, blandt andet et relief der forestiller en romersk rejsevogn med en piskesvingende kusk og et relief med pantre og vinranker. Gravstenene er fra 1400-1700-tallet og i varierende stil.
Kirkens inventar er fra gotikken og barokken. Lofts- og vægmalerierne er fra 1400-tallet med undtagelse af et freskomaleri over porten til sakristiet, som først blev skabt af Herbert Boeckl i 1923.
Uden for kirken findes et gotisk benhus med en lysholder, hvor et ”evigt brændende lys” skulle beskytte de døde mod onde ånder. Et forsvarstårn som er del af det forsvarsanlæg, som omgiver kirken, er tilbygget benhuset.

## Galleri
- Kirkeuret
- Benhuset med den gotisk lysholder.
- Romersk stenrelief indemuret i kirkens ydervæg.
- Romersk stenrelief indemuret i kirkens ydervæg.
- Fresko af Herbert Boeckl.